# Eupithecia saphenes
Eupithecia saphenes är en fjärilsart som beskrevs av Louis Beethoven Prout 1916. Eupithecia saphenes ingår i släktet Eupithecia och familjen mätare. Inga underarter finns listade i Catalogue of Life.